# Lin Sin-rong
Lin Sin-rong (kinesiska: 林欣蓉), född 3 juli 1998, är en taiwanesisk rodelåkare.

## Karriär
Lin tävlade för Kinesiska Taipei vid olympiska vinterspelen 2022 i Peking, där hon slutade på 31:a plats i damernas singel.